# 이스트 런던 대학교
이스트 런던 대학교(University of East London, UEL)는 잉글랜드 런던 뉴엄구에 위치한 공립 대학이다. 2013년 9월 유니버시티 스퀘어 스트랫퍼드가 열리면서 스트랫퍼드 (런던)와 런던 도클랜즈에 3곳의 캠퍼스가 위치한다. 이스트 런던 대학교의 최초 교명은 'West Ham Technical Institute'였으며 1898년 10월 처음 개교하였다. 1992년에 대학교(university) 지위를 얻었다. 그 전까지 이름은 '이스트 런던 칼리지'(College of East London)였다.
2019년 2월, 135개국 17,000명 이상의 학생이 등록되어 있다.

## 같이 보기
- 영국의 대학 목록